# Dr.ボルドヘッド
Dr.ボルドヘッド(Dr.Baldhead)は、2D対戦型格闘ゲーム『GUILTY GEAR』に登場する架空の人物。
担当声優は塩沢兼人(GUILTY GEAR)、近藤隆(ギルティギア イグゼクス ドラマCD BLACK)。

## 設定
- 常人離れした長身を持つ、中国出身の元・医師。元々は心優しく腕の立つ名医であったが、医療ミス(後の作品で「終戦管理局」の陰謀による冤罪であることが発覚)によって一人の少女を死なせてしまったショックにより狂気に走ってしまい、一転して大量虐殺者となってしまう。その後捕らえられて次元牢へと投獄されるが、国連から出場を命じられ大会参加者として釈放される事になった。
- 飛び道具は無いものの、通常技のリーチが長くヒット数が多い技が豊富。
- かつて死なせてしまった少女はメイに面影が少し似ているらしく、彼女と戦った際の勝利台詞は過去の医者時代を蘇らせるものとなっている。また、同じ女性であるミリア・レイジと同キャラクターを倒した際にも激しい動揺を見せる。
- 「ボルドヘッド」とは「はげ頭」の意味である。その名の通り頭はスキンヘッドであり、眼鏡をかけている。

## ストーリー
GUILTY GEAR
激闘の果てに正気を取り戻し、少女を死なせたばかりか多くの人を殺めたという己の罪に深く苦悩するが、少女の声(幻聴)を聞き、その後行方不明となる。しかし、その後奇跡の腕を持つ闇医者の噂が世間に流れるようになる。

## 技の解説

### 必殺技
槍点遠心乱舞 (⇒各種派生技)
ファウストの同名必殺技とほぼ同一。派生技が若干異なる。
前方移動 / 後方移動
ファウストの同名必殺技とほぼ同一。
派生技(技名不明)
2種類存在し、P版はファウストの「くびびよーん」とほぼ同一。K版は攻撃方向が上向きになっている。
メッタ斬り
ファウストの同名必殺技と異なり、前方に向かってひたすら斬りつける。チャージアタック対応。
ごーいんぐまいうぇい （空中可）
ファウストの同名必殺技とほぼ同一。ただし、槍点遠心乱舞からの派生版は無く、かわりに地上および空中での単発の必殺技となっている。
レレレの突き （⇒呼び戻し）
ファウストの同名必殺技とほぼ同一。派生技が異なる。
呼び戻し
メスを突き刺した相手を足元に寝かせた後、上からメスでいたぶる。

### 覚醒必殺技
マッドオペレーション
投げ技。診療ベッドを出して、でたらめな手術を行い、しめに爆破する。

### 一撃必殺技
昇天落獄
相手を打ち上げた後メスに串刺しにし、墓石で押しつぶす。

## ステージ
謎の（しいていえば中華風の）オブジェ等が並ぶ部屋。(GG)

## テーマミュージック
- Suspicious Cook(GG)

## その他
- その後の『GUILTY GEAR X』から登場するファウストとは切っても切れぬ関係にある。詳しくはボルドヘッドとの関連を参照。
- 初期設定では、体格が現在より小さく（身長199cm。体重53kg）、中華風の服装であった。また武器に『巨大メスの丸刈太(まるがりーた)』という名前がついていた。
- ブロッコリーから出されていた「ハイブリッド・カード・コレクション」内の一枚には、正気を失う前の彼と、患者の少女との、和やかなひと時が描かれていた。